# Maxime Daniel
Maxime Daniel (Rennes, 5 juni 1991) is een voormalig Frans wielrenner. In 2011 liep hij stage bij Saur-Sojasun, maar kreeg pas in 2012 een contract voor het seizoen 2013 aangeboden. Hij reed daarna 3 jaar bij AG2R-La Mondiale.

## Baanwielrennen

### Palmares
| Jaar     | FK                   | EK       | WK       | Overig   |
| Junioren | Junioren             | Junioren | Junioren | Junioren |
| -------- | -------------------- | -------- | -------- | -------- |
| 2009     | Ploegenachtervolging |          |          |          |

## Wegwielrennen

### Overwinningen
2012
2e en 3e etappe Boucle de l'Artois
ZLM Tour
2013
7e etappe Ronde van Portugal
2019
3e etappe Ronde van Madrid

### Resultaten in voornaamste wedstrijden
| Jaar | Ronde van Italië | Ronde van Frankrijk | Ronde van Spanje |
| ---- | ---------------- | ------------------- | ---------------- |
| 2013 |                  |                     |                  |
| 2014 |                  |                     |                  |
| 2015 |                  |                     |                  |
| 2016 |                  |                     |                  |
| 2017 |                  |                     |                  |
| 2018 |                  |                     |                  |
| 2019 |                  |                     |                  |

| Jaar | Gent-Wevelgem | Ronde van Vlaanderen | Parijs-Roubaix | Omloop Het Nieuwsblad |
| ---- | ------------- | -------------------- | -------------- | --------------------- |
| 2013 |               |                      | opgave         | opgave                |
| 2014 | 149e          |                      |                | 87e                   |
| 2015 | opgave        |                      |                |                       |
| 2016 | opgave        | opgave               | 28e            |                       |
| 2017 |               |                      | opgave         | 110e                  |
| 2018 |               |                      | opgave         | opgave                |
| 2019 |               |                      |                |                       |

## Ploegen
- 2011 –  Saur-Sojasun (stagiair vanaf 1-8)
- 2013 –  Sojasun
- 2014 –  AG2R La Mondiale
- 2015 –  AG2R La Mondiale
- 2016 –  AG2R La Mondiale
- 2017 –  Fortuneo-Oscaro [a]
- 2018 –  Fortuneo-Samsic
- 2019 –  Arkéa-Samsic

1. ↑  Tot juli heette de ploeg Fortuneo-Vital Concept, maar na het aantrekken van Oscaro als cosponsor werd de naam veranderd.